# Municipio de Lyda
El municipio de Lyda (en inglés: Lyda Township) es un municipio ubicado en el condado de Macon en el estado estadounidense de Misuri. En el año 2010 tenía una población de 616 habitantes y una densidad poblacional de 6,66 personas por km².

## Geografía
El municipio de Lyda se encuentra ubicado en las coordenadas 39°54′43″N 92°27′52″O / 39.91194, -92.46444. Según la Oficina del Censo de los Estados Unidos, el municipio tiene una superficie total de 92.46 km², de la cual 92,07 km² corresponden a tierra firme y (0,41 %) 0,38 km² es agua.

## Demografía
Según el censo de 2010, había 616 personas residiendo en el municipio de Lyda. La densidad de población era de 6,66 hab./km². De los 616 habitantes, el municipio de Lyda estaba compuesto por el 96,43 % blancos, el 0,16 % eran afroamericanos, el 0,32 % eran amerindios, el 1,14 % eran de otras razas y el 1,95 % eran de una mezcla de razas. Del total de la población el 1,46 % eran hispanos o latinos de cualquier raza.